# Cammin-skrinet
Cammin-skrinet var et relikvieskrin med den hellige Cordulas relikvier. Det blev fremstillet i den sene vikingetid omkring år 1000. Det var fremstillet i Sydskandinavien og blev opbevaret i Johannes Døber-domkirken (Katedra Sw.Jana Chrzciciela) i Kamień Pomorski, det tidligere Cammin i Pommern nu i Polen. Skrinet  forsvandt i forbindelse med ødelæggelsen af domkirken under 2. verdenskrig, hvor kirkens indre næsten blev totalt ødelagt i en brand.
Skrinet var udformet i træ, beklædt med elghorn og indrammet med forgyldte bronzebånd. Elghornsbeklædningen var udskåret i Mammenstil. Skrinets målte 63×33×26 cm. Det er bl.a. interessant, da dets form efterligner et af datidens vikingehuse. Grundformen er med buede langsider, der giver en krum tagryg. Cammin-skrinet har dermed været medvirkende til, at vi i dag kan rekonstruere vikingernes huse. Et eksempel på et sådant hus står ved Fyrkat ved Hobro
Cammin-skrinet er muligvis identisk med et skrin, som den islandske vikingehøvding Snorre Sturlasson (1179-1241) beretter om: kong Erik Ejegod gav skrinet til den norske konge Sigurd Jorsalfar. Han skænkede igen skrinet til kirken i Kungahälla, og  det blev i 1135 blev taget som bytte af vendere, der plyndrede kirken.
I 1175 blev Cammin biskopsæde i et nykristnet område og Cammin-skrinet forblev muligvis i domkirken.
Cammin-skrinet er nu forsvundet, men der findes et andet skrin, der ligner – Bambergskrinet "den hellige Kunnigundas skrin" i Bambergs domkirke i det nordlige Bayern i Tyskland. Det er ligeledes fra omkring år 1000 og fremstillet i Sydskandinavien med lister, beslag og stiliserede dyrehoveder i bronze i Mammen-stil.